# Basse-Terre

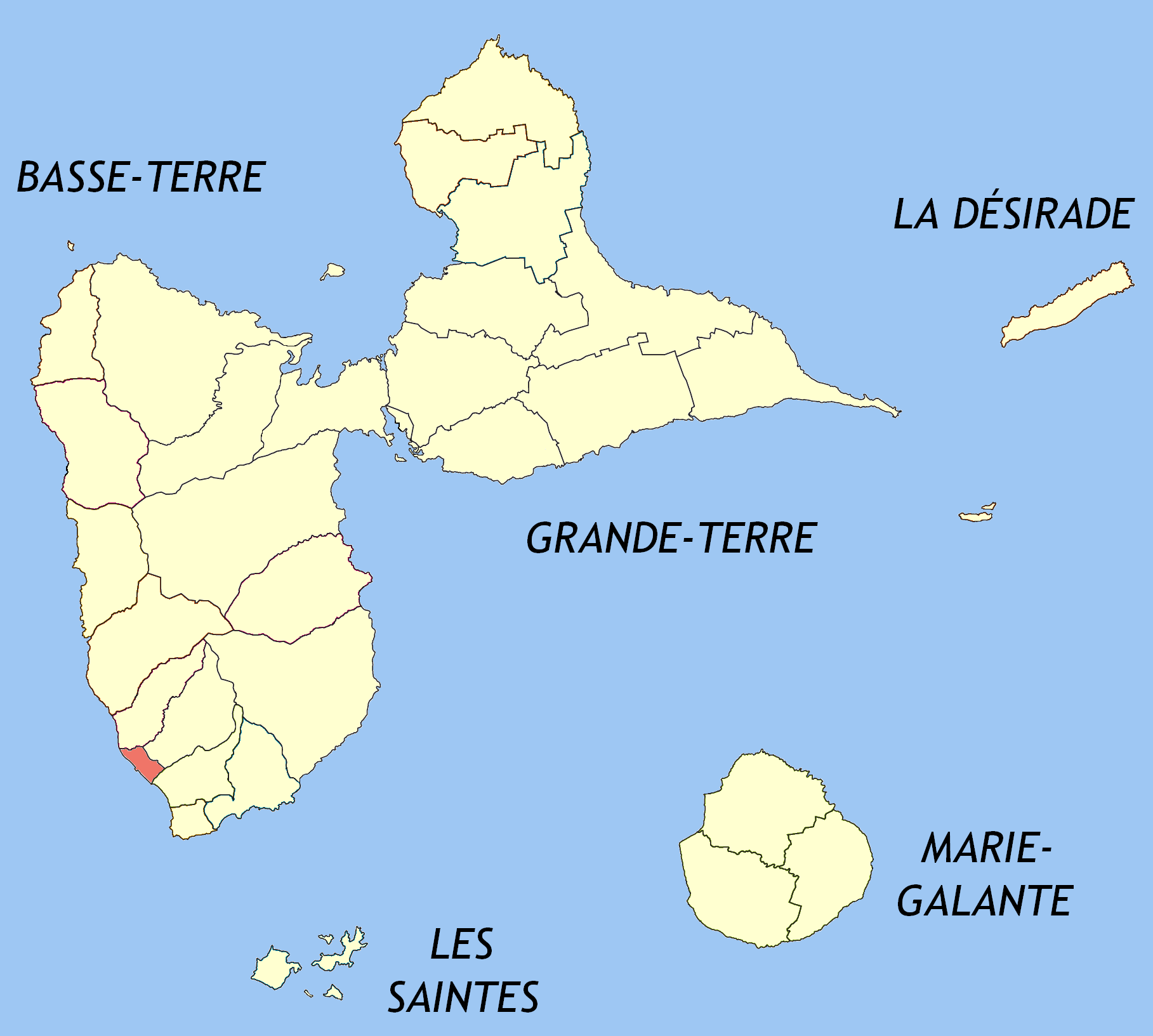
Basse-Terre a vermelho em Guadalupe

Basse-Terre é uma comuna francesa, situada no departamento ultramarino de Guadalupe, nas Caraíbas (Caribe). A cidade é a capital e maior cidade da ilha de Basse-Terre e ficando na parte sudoeste da ilha. No ano de 2009 tinha uma população de 11.890 habitantes.
Basse-Terre é a cidade com maior importância política das ilhas, com a presença da prefeitura, conselho regional, palácio da justiça e a diocese.